# 祖氏寬鰓鮟鱇
祖氏寬鰓鮟鱇（学名：Sladenia zhui），為輻鰭魚綱鮟鱇目鮟鱇亞目鮟鱇科的其中一種，分布於西太平洋的東海及南海海域，棲息深度可達979公尺，體長可達65公分，為深海底棲性魚類，屬肉食性，生活習性不明。

## 擴展閱讀
維基物種上的相關：祖氏寬鰓鮟鱇